# Fiat Professional
Fiat Professional è la divisione di Stellantis Europe che produce veicoli commerciali leggeri.
Con Sevel produce il Ducato a Atessa, a Vigo Stabilimento Stellantis Produce il Doblo, tramite la consociata turca Tofaş il Fiorino e a Valenciennes sito Stellantis Produce lo Scudo. 
Produce e commercializza anche veicoli commerciali van derivati dai modelli automobilistici FIAT. Creata il 17 aprile 2007, sostituisce la precedente divisione Fiat Veicoli Commerciali - Fiat LCV.

## Gamma attuale

### Europa
Furgonette
- Fiorino: prodotto nello stabilimento di Tofaş a Bursa (Turchia) per il mercato europeo, venduto precedentemente anche con marchio Peugeot (Bipper) e con marchio Citroën (Nemo).
- Doblò: prodotto negli stabilimenti di Stellantis a Vigo (Spagna) per il mercato europeo.

Van (Vetture adattate per il trasporto merci)
- Panda Van.

Furgoni
- Scudo: prodotto negli stabilimenti di Stellantis a Valenciennes (Francia) per il mercato europeo.
- Ducato: prodotto nello stabilimento Sevel Val di Sangro ad Atessa (Chieti).

### America settentrionale e meridionale
Furgonette
- Fiat Fiorino (2014): terza generazione del Fiorino brasiliano, basato sulla nuova Fiat Uno del 2010, per i mercati sudamericani;
- Doblò: prodotto negli stabilimenti FIAT in Brasile per i mercati sudamericani e negli stabilimenti di Tofaş a Bursa (Turchia) per il mercato nordamericano, dove viene venduto come Ram ProMaster City dal luglio 2014.

Pick-up compatti
- Strada (quarta serie).

Furgoni

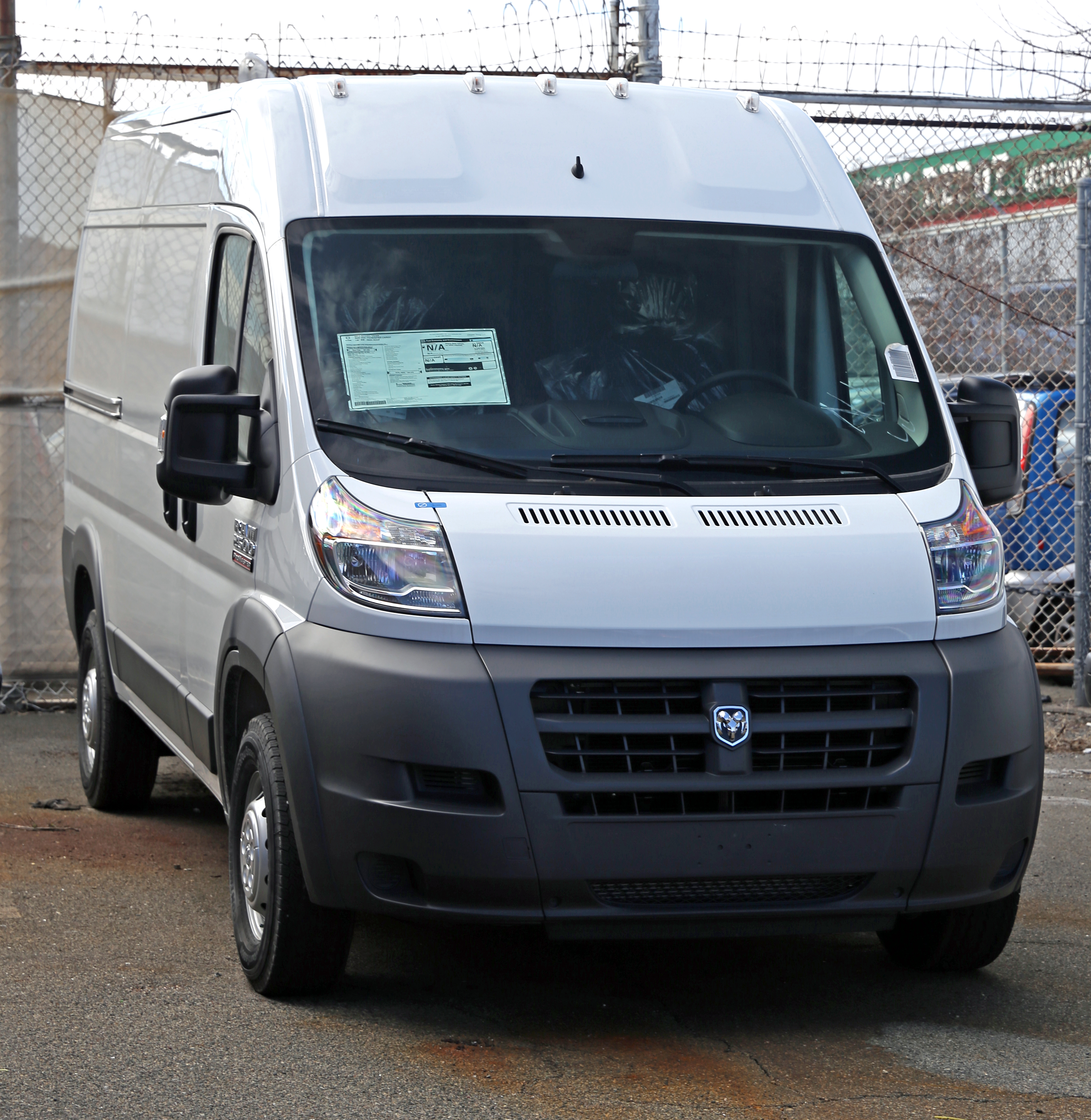
Ram ProMaster

- Ducato 3ª serie: prodotto dalla Fiat in Brasile per i mercati sudamericani (non più esportato in Messico dal 2014) e nello stabilimento FCA (ex Chrysler) di Saltillo in Messico per i mercati nordamericani e per il Messico, dove viene venduto come Ram ProMaster.

## La divisione Fiat Veicoli Commerciali - Fiat LCV

### Storia

#### Dall'origine al 1918
Nel 1901, all'esposizione di Milano, la neonata società F.I.A.T. espone due omnibus ed un singolare rimorchietto motorizzato per i vigili del fuoco: così nasce ciò che diventerà il primo camion, il Fiat 24HP del 1903. Costituisce l'inizio della produzione di veicoli commerciali leggeri Fiat. Il 24 HP è un piccolo mezzo, come tutti i veicoli dell'epoca, con dimensioni simili a quelle dei mezzi commerciali attuali, ma poteva trasportare fino a 4000 kg di merci.
Vista la natura rivoluzionaria, per l'epoca, di un tale mezzo, il Fiat 24 HP dovette ottenere un'omologazione. Tre prototipi furono costruiti che passarono tutte le prove con voto pieno, cosicché il comando delle Forze Armate del Regno d'Italia incominciò ad interessarsi a questo nuovo mezzo di trasporto. Nel 1906 il 24HP viene fabbricato in piccola serie e il suo successore, la «carretta automobile» 18-24HP verrà fabbricata in grande quantità visto il suo enorme successo.
Ma sarà a partire dal 1911 che si inizierà la produzione dei primi «veri veicoli commerciali», innanzitutto per necessità dettata dalla prima guerra mondiale, che - dopo una pausa durante il conflitto - riprenderà immediatamente dopo. Durante questo periodo l'esportazione rappresentava una parte molto importante del fatturato della FIAT ed erano gli eserciti di molti paesi i principali clienti, che assicurò la fornitura dei mezzi ai ministeri della Guerra di Francia, Russia, Grecia e Gran Bretagna.
Nel 1911, la FIAT presenta l'1F (F per "furgone"), il primo veicolo dotato di una carrozzeria da furgone, questo agile mezzo era derivato dalla Fiat Tipo 1, con una portata utile di 500 kg ideale per servizi di prossimità. Le Poste Britanniche ne acquistarono molti esemplari. Lo stesso anno sbarcò il robusto FIAT 2F, derivato dalla Fiat Tipo 2 del 1910. Una versione militare fu disponibile e la Royal Navy, la Marina Reale Britannica ne acquistò parecchie centinaia.

#### Dal 1918 al 1945
Dopo la crisi economica del 1921, già nel 1922 parecchi fattori hanno favorito una ripresa della domanda nel settore. Nel marzo del 1923 i lavori di costruzione della prima autostrada al mondo, la A9 Milano-Laghi iniziano.
La fiducia nel futuro dei veicoli commerciali ed industriali è ancora tutta da costruire. Nel 1925, la FIAT decide un forte investimento produttivo nel settore dei veicoli commerciali leggeri, particolarmente nella produzione di veicoli da trasporto merci, ampliando la propria gamma prodotti e diversificando l'offerta in termini di portata, volume e motorizzazione. Durante questo periodo la definizione stessa di «veicoli commerciali leggeri» si precisa maggiormente. Oggi rappresenta il settore sotto i 35 quintali di peso totale, il limite della patente B.
I vari e molteplici mezzi leggeri della gamma FIAT come i 502F, 503F, 505F, 507F e 509F sono la risposta ad una crescente domanda di veicoli specializzati per esigenze precise di lavoro e trasporto, come ambulanze, veicoli antincendio o per le Poste, ecc.
Nel 1928, la Fiat, che crede sempre più al trasporto pesante su gomma, inizia una maggiore diversificazione delle proprie attività. La Fiat decide anche di partecipare al finanziamento oltre che al progetto dell'autostrada A4 Torino-Milano, primaria arteria di grandissima importanza che unirà i due poli industriali più importanti d'Italia.
La Fiat fonderà anche la SAVA, organismo di credito, idea totalmente nuova per l'epoca. 

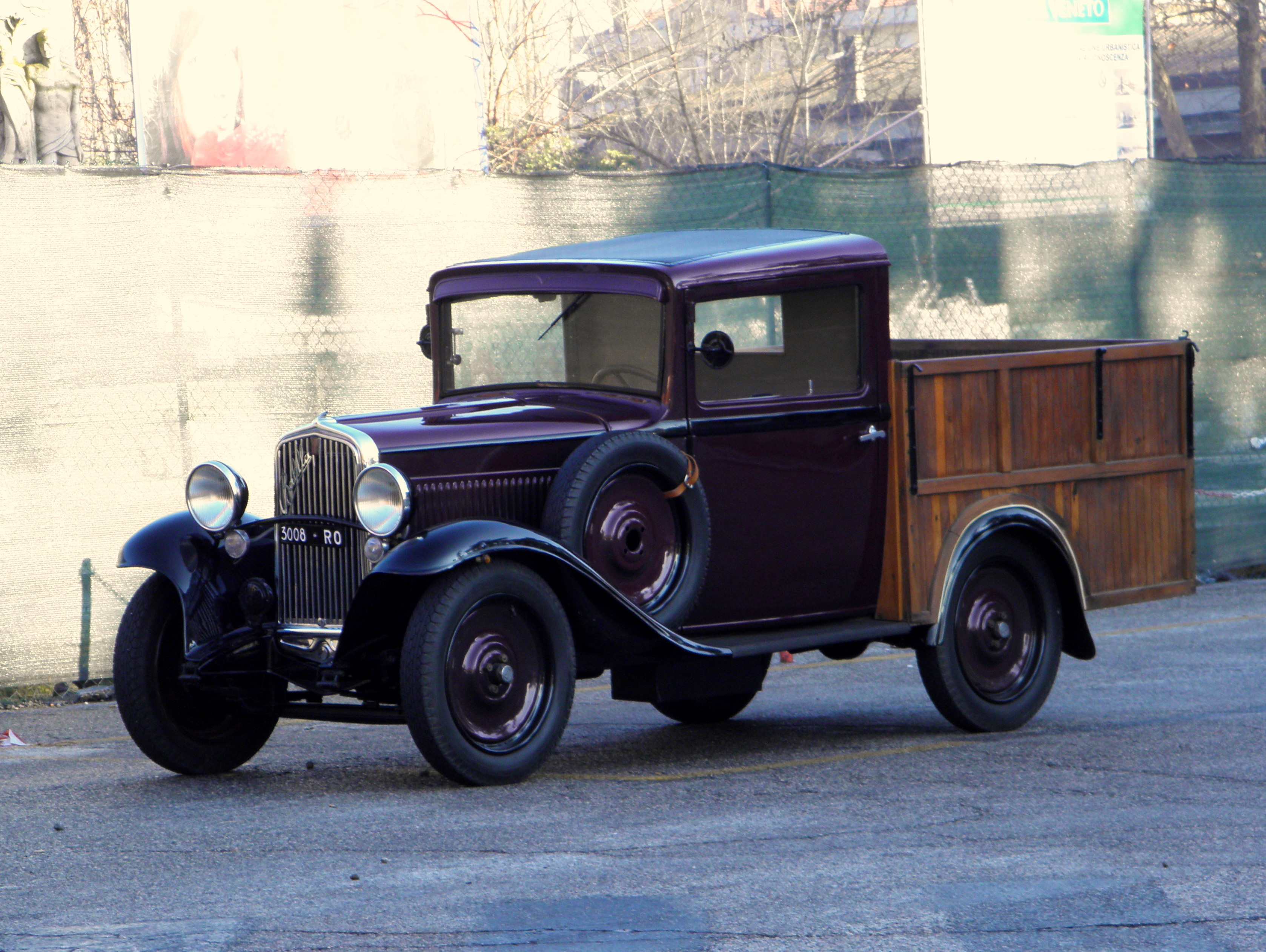
La Fiat 508 Balilla versione autocarro.

La Fiat farà un'alleanza con vari costruttori torinesi specializzati nel settore per ottimizzare i costi di produzione. Nel 1932 nasce la Fiat 508 Balilla Van, piccolo camioncino leggero, maneggevole, facile da guidare, il "Pigmeo" - rappresenta la versione commerciale della famosissima utilitaria. Saranno più di 113.000 gli esemplari della Fiat 508 Balilla fabbricati in 5 anni – di cui molti camioncini.
Data della stessa epoca il primo camion Fiat dotato di un robusto motore diesel, il Fiat 621. Con una portata utile di 2250 kg, disponeva di una cabina chiusa con due portiere e di finestrini con vetri discendenti, e di un parabrezza apribile a compasso. Era il primo veicolo veramente concepito e dotato di tutti gli accessori necessari per il trasporto merci. Nel 1934 la gamma viene arricchita con un motore diesel 4 cilindri da 55CV al posto dei 45CV del motore benzina. La serie 621, oltre alle motorizzazioni diesel e benzina, era anche disponibile in una versione elettrica, con le batterie sotto l'abitacolo.

#### Dal 1945 al 1966
Durante la prima metà degli anni quaranta, la produzione Fiat verrà fortemente ridimensionata a causa del conflitto mondiale. I numerosi bombardamenti creeranno ingenti danni alla città di Torino e alle fabbriche Fiat. Ma appena finita la guerra, il settore dei veicoli commerciali conosce uno sviluppo enorme della domanda. La Fiat csi rende rapidamente conto che questo sviluppo dell'economia non riguardo solo l'industria, ma tutte le forze produttive come artigiani, commercianti e lavoratori autonomi. Tutti hanno bisogno di un mezzo di trasporto per la propria attività. Nel 1947, quando la nuova Fiat 1100 conosce un notevole livello di vendita, la Fiat decide di realizzare versioni derivate di questi automobili. La 1100 era dotata di un motore molto robusto e affidabile, ma erano soprattutto la qualità della trasmissione ed il telaio estremamente resistente che permisero di realizzare il derivato commerciale Fiat 1100 ALR. L'importanza di questo veicolo è importantissima per capire lo sviluppo dei modelli commerciali prodotti nel dopo guerra, fino a diventare nella mente collettiva, il simbolo del miracolo italiano. La Fiat 1100 ALR deve essere considerata la prima di una lunga serie di modelli commerciali leggeri.

#### Dal 1967 al 1980
Il Fiat 238 è un furgone di grosse dimensioni costruito dalla Fiat tra 1967 e 1983. Dopo gli ottimi risultati ottenuti dalla Fiat 600 Multipla, hanno deciso di rinnovare tutta la gamma dei veicoli commerciali e così  fu presentato il modello 238, come naturale sostituto del 1100T. Era disponibile in molte configurazioni che saranno poi riprese sui successivi modelli come il Fiat 242 ed il Ducato: furgone, camioncino, cabinato, minibus ed ambulanza. Malgrado l'arrivo del nuovo Fiat 242, il 238 rimarrà in produzione dopo un leggero restyling, fino nel 1983.
Alla metà degli anni settanta, il gruppo Fiat si riorganizza in settori d'attività indipendenti con la creazione di società specializzate: automobili con Fiat Auto; veicoli industriali con Fiat V.I. poi nel 1975 con la creazione di IVECO – tappa molto importante nella storia del trasporto merci - e nasce la divisione Fiat Veicoli Commerciali Derivati.
Nel 1974, Fiat V.C. lancia i modelli Fiat 242, Fiat 900T e 127 Fiorino, quest'ultimo fabbricato in Brasile dove vien ancora regolarmente costruito a fine anno 2007. Una rete di vendita specializzata viene creata per offrire un servizio di alta qualità ai clienti. Il Fiat 242 fu il frutto di un accordo commerciale con la francese Citroën che commercializzò il veicolo in Francia con il proprio marchio sotto il nome Citroën C35. Questo periodo è stato anche quello delle grandi acquisizioni per la Fiat.
Nel 1978, Fiat e PSA - Peugeot/Citroën - firmano un accordo per la progettazione e la fabbricazione di un nuovo furgone. Nasce così la SEVEL Sud, Società Europea VEicoli Leggeri. Il furgone Fiat 242 ebbe una particolare ripercussione sulla produzione dei veicoli commerciali Fiat con forti ricadute tecnologiche sulle versioni successive, il Ducato specificamente. Oltre alla potenza e l'affidabilità, un'altra caratteristica di questi veicoli era il piano di carico molto basso e piatto. Inoltre ottenne un immediato successo presso i costruttori di camper.
La tendenza del mercato della fine degli anni settanta si orientò piuttosto verso i furgoncini, veicoli commerciali con una portata utile tra i 300 e 400 kg, che rappresentava la soluzione più interessante per il trasporto nelle zone urbane ed interurbane. Nel 1976 la domanda globale di veicoli di trasporto leggero raggiunge le 300.000 unità annue in Europa.
La Fiat risponde a questa richiesta con il 127 Fiorino. La Fiat sceglie l'auto più venduta in Europa, la Fiat 127 e mantenendone intatte tutte le caratteristiche meccaniche e di comfort che ne hanno fatto il successo, aggiunge un volume di carico di 360 kg. La Fiat 127 Fiorino era il primo furgoncino realizzato in Italia, ma essendo l'ultima arrivata sul mercato europeo, faceva suoi tutti i vantaggi della Fiat 127, venduta in milioni di esemplari in Europa, eliminava i difetti o mancanze dei veicoli concorrenti. Tra le grandi novità del 1978 c'è la nuova gamma Fiat 238E e la versione Panorama che dev'essere considerata come un minibus a 9 posti.

#### Dal 1981 al 2005
Il 1981 è un anno importante perché è l'inizio della produzione di un furgone di nuova concezione, il Fiat Ducato dal nome di codice interno X2/12. Nato con un progetto del 1978, il nuovo modello diventerà il punto di riferimento dei veicoli commerciali leggeri in tutta l'Europa. Dopo il Ducato X2/12 seguirà il Ducato X2/30. La validità del progetto viene confermata ogni giorno con l'unica evocazione al volume delle vendite e dal fatto che rimane sempre, dopo 25 anni, il primo nel suo settore. Tra il 1981 ed il 2004 sono stati venduti più di 3 milioni di furgoni Ducato nelle sue varie serie. Nel 1981, la Fiat presenta la versione pick-up del Fiorino.
Dopo il Ducato, numerosi altri modelli vengono presentati negli anni novanta come il Scudo, il Doblò e le versioni Van derivate dalle auto.
Nel 1995 arriva il Scudo come nuovo veicolo commerciale leggero per i professionisti alla ricerca di un mezzo dalle dimensioni compatte, une buona capacità di carico, e che si possa guidare come un'automobile. I Doblò, fabbricato in Turchia ed in Brasile, viene lanciato nel 2000 in Italia e nel 2001 negli altri paesi Europei. Nel 2000, la Fiat ringiovanisce il pick-up - nato nel 1981 con il 127 Fiorino - e presenta il Strada, pick-up della famiglia Palio.

#### 2006
Il Nuovo Ducato, lanciato nel 2006, consolida il successo commerciale di questo mezzo: stile distintivo d'avanguardia, comfort e prestazioni, dotazioni telematiche e di sicurezza ancora più ricche, costi di esercizio ridotti. Inizia anche la sua esportazione in Francia dove supererà nelle vendite tutti i mezzi nazionali.
Lo stesso anno, il Doblò Cargo viene coronato con il premio "International Van of the Year 2006"; per il suo design, volume di carico, brillanti motori diesel Multijet, e la versione Natural Power.
Nel 2007, la FIAT presenta il nuovo Scudo.
Il 17 aprile 2007, Fiat LCV diventa Fiat Professional.

### Tutta la gamma Fiat Professional
- Carrello di trasporto 24 HP. Il posto dell'autista era sopraelevato, vicino al volante e alla leva delle marce c'era quella del freno di stazionamento. Il nome «24 HP» derivava dalla potenza del propulsore misurata in «Horse Power», cioè cavalli vapore. Il 24HP fu prodotto dal 1903 al 1905 nella fabbrica di Corso Dante a Torino, prima fabbrica Fiat inaugurata il 19 marzo 1900.
- 1911 - la FIAT presenta il 1F (F per "furgone"), primo veicolo con una vera carrozzeria da furgone. Dotato du un motore 12/15 HP di 1846 cm³ di cilindrata, questo veicolo è derivato dalla FIAT Tipo 1, con una portata di 500 kg, fu fabbricato dal 1911 al 1915,
- FIAT 2F, derivato dalla FIAT Tipo 2 del 1910, con una cilindrata di 2813 cm³, 20CV e una portata di 1000 kg. Una versione militare fu disponibile e la Royal Navy, la Marina Reale Britannica ne acquistò parecchie centinaia.
- 1923 - la gamma FIAT era composta dei 502F, 503F, 505F, 507F e 509F
- 1932 - Fiat 508 Balilla "Pigmeo" - versione commerciale della nota utilitaria. Motore di 990 cm³, 75 km/h e consumo ridotto (meno di 8 l/100 km), portata utile di 380 kg. Più di 113.000 esemplari prodotti in 5 anni
- Fiat 621 - primo veicolo Fiat concepito espressamente per il trasporto merci. Versione L con motore a benzina e 2250 kg di portata utile
- Fiat 621E a trazione elettrica, con le batterie sotto l'abitacolo
- 1947 - Camioncino Fiat 1100 ALR
- 1965 - Fiat 241
- 1967 - Fiat 238 sulla base dell'Autobianchi Primula, motore di 1222 cm³ benzina - 44 cv
- 1978 - Fiat 127 Fiorino
- 1978 - Fiat 242, venduto in Francia come Citroën C35
- 1978 - Restyling del Fiat 238, nuova versione 238E e Panorama
- 1981 - Versione pick-up del Fiat Fiorino
- 1981 - Fiat Ducato primo furgone europeo con i suoi gemelli Citroën C25 e Peugeot J5
- 1995 - Fiat Scudo derivato dal van Fiat Ulysse
- 1996 - Fiat Ducato - 2ª serie con i gemelli Citroën Jumper e Peugeot Boxer
- 2000 - Fiat Doblò
- 2000 - Fiat Strada: pick-up della famiglia Palio
- 2002 - Fiat Ducato 3ª serie
- 2006 - Fiat Ducato 3ª serie
- 2006 - Fiat Doblò FL - la versione Cargo ha ottenuto il premio "International Van of the Year 2006"
- 2007 - Fiat Fiorino versione europea
- 2007 - Fiat Scudo 2ª serie
- 2010 - Fiat Doblò II, venduta anche con marchio Opel dal 2011
- 2013 - Ram ProMaster: è il Fiat Ducato 3ª serie prodotto in Messico per il mercato nordamericano
- 2013 - Fiat Fiorino (2014): modello brasiliano basato sulla nuova Fiat Uno del 2010[1]
- 2014 - Fiat Ducato 4ª serie
- 2014 - Ram ProMaster City: è il Fiat Doblò seconda serie con restyling della parte anteriore, con passo lungo e motore a benzina 2.4 Chrysler
- 2016 - Fiat Fullback
- 2016 - Fiat Talento

## Lista dei veicoli commerciali derivati

### Dal 1903 al 1930
| Modello                         | Tipo                     | Anni produzione | Motore tipo    | Potenza CV | PTC in t |
| 16 HP 18/24 HP                  | Chassis, Furgone         | 1906 - 1910     | 16 HP          | 24         | 1,5      |
| 16 HP 18/24 HP                  | Chassis                  | 1907 - 1910     | 16 HP          | 24         | 2,4      |
| 16 HP 18/24 HP                  | Furgone                  | 1907 - 1910     | 16 HP          | 50         | 1,2      |
| 24 HP 28/40 HP                  | Camion, Chassis          | 1907 - 1910     | 28 HP          | 40         | 1,5      |
| Tipo 1 - 12/15 HP               | Camion                   | 1907 - 1910     | N.A. 4. 80.8   | 16         | 0,7      |
| Tipo 1F - 12/15 HP              | Furgone                  | 1911 - 1912     | 51             | 16         | 1,5      |
| Tipo 1 F(A)-12/15 HP            | Furgone                  | 1912 - 1915     | 51 A           | 18         | 1,5      |
| 15/20 HP Base "Brevetti Tipo 2" | Chassis                  | 1909 - 1910     | Brevetti 15/20 | 16         | 1,2      |
| Tipo 2F - 15/20 HP              | Chassis, Autobus         | 1911 - 1912     | 52 A           | 20         | 2,5      |
| Tipo 2 F(A) - 15/25 HP          | Chassis, Autobus         | 1912 - 1921     | 52 B           | 20         | 2,5      |
| 502 F                           | Furgoncino, Chassis      | 1923 - 1926     | 101            | 23         | 0,8      |
| 503 F                           | Furgoncino, Chassis      | 1926 - 1928     | 103            | 27         | 0,8      |
| Tipo 2 F(A)                     | Furgoncino, Chassis      | 1921 -          |                | 1,0        |          |
| 505 F                           | Furgoncino, Chassis      | 1923 - 1926     | 105            | 33         | 1,2      |
| 507 F                           | Furgoncino, Chassis      | 1927 - 1928     | 107            | 35         | 1,2      |
| 507 FA                          | Furgoncino, Chassis      | 1928 - 1929     | 107            | 35         | 1,5      |
| 603 / 603 F                     | Camion, Chassis, Autobus | 1925 - 1929     | 107            | 35         | 2,0      |
| 603 S                           | Autobus                  | 1925 - 1926     | 112            | 46         |          |
| 605                             | Camion, Chassis, Autobus | 1926 - 1929     | 112            | 46         | 2,7      |
| 605 S                           | Autobus                  | 1927 - 1929     | 125            | 68,5       |          |

### Dal 1930 al 1950
| Modello             | Tipo                             | Anni produzione | Motore tipo | Potenza CV | PTC in t |
| 614                 | Camioncino su base 514 - Chassis | 1930 - 1934     | 114         | 28         | 1,0      |
| Fiat 618            | sostituisce il 614, Chassis      | 1934 - 1937     | 118         | 38         | 1,25     |
| 618                 | Variante motore                  | 1934 - 1937     | 118 A       | 43         | 1,25     |
| 618 - M/C           | Militare / Coloniale             | 1934 - 1937     | 118 A       | 43         | 1,34     |
| 508 L / 1100 L      | Furgoncino                       | 1938 – 1939     | 108 L       | 30         | 1,7      |
| 1100 L Furgoncino   | Furgoncino                       | 1939 - 1947     | 108 L       | 30         |          |
| 1101 ALR furgoncino | Furgoncino                       | 1947 – 1948     | 108 A       | 30         |          |
| 1100 BLR            | "Giardiniera"                    | 1948 – 1949     | 108 B       | 30         |          |
| 1100 ELR            | "Giardiniera"                    | 1949 – 1953     | 108 B       | 30         |          |

### Dal 1951 al 1975
| Modello                 | Tipo                              | Anni produzione | Motore Tipo/Cilindrata (cm3)                            | Potenza CV | PTC (t) / Carico utile (t) |
| 615 (Tipo 2102)         | Camion leggero, Cabinato, Furgone | 1951 - 1952     | Fiat 101.005 / 1.395 Benzina                            | 39         | 3,1 / 1,65                 |
| 615 N                   |                                   | 1952 - 1956     | Fiat 305.010 / 1.901 Diesel                             | 40         | 3,2 / 1,5                  |
| 615 N                   | Nuovo motore                      | 1956 - 1960     | Fiat 305 B / 1.901 Diesel                               | 43         | 3,2 / 1,5                  |
| 1100T (Tipo 217)        | Cabinato - Furgone                | 1957 - 1959     | Fiat 103D.007 / 1.089 Benzina                           | 38         | 2,4 / 1,1                  |
| 1100T2 (Tipo 217A)      | Cabinato - Furgone                | 1959 - 1963     | Fiat 103G.003 / 1.221 Benzina                           | 45         | 2,5 / 1,2                  |
| 615 N1                  | Nuova versione                    | 1960 - 1965     | Fiat 305 D / 1.901 Diesel                               | 47         | 3,5 / 1,8                  |
| 615 N1                  | Furgone                           | 1960 - 1965     | Fiat 305 D / 1.901 Diesel                               | 47         | 3,5 / 1,75                 |
| 1100 T2 1.1 (Tipo 217D) | Cabinato - Furgone                | 1963 - 1967     | Fiat 103D1.003 / 1.221 Benzina                          | 45         | 2,5 / 1,27                 |
| 1100 T2 1.3             | Cabinato - Furgone                | 1963 - 1968     | Fiat 116.003 / 1.295 Benzina                            | 48         | 2,5 / 1,23                 |
| 1100 TN                 | Cabinato - Furgone                | 1962 - 1968     | Fiat 305D / 1.901 Diesel                                | 47         | 2,7 / 1,32                 |
| 616 N                   | Nuovo modello                     | 1965 - 1966     | Fiat 230 A / 2.693 Diesel                               | 51         | 3,5 / 1,75                 |
| 616 N1                  | Nuova versione                    | 1966 - 1968     | Fiat 230 A / 2.693 Diesel                               | 51         | 3,5 / 1,75                 |
| Zastava 615 B           | (Fiat 615)                        | 1956 - 1965     | Fiat 105 A / 1.901 Benzina della Zastava Campagnola     | 47         | 3.1 / 1,5                  |
| Zastava 620 B           | (Fiat 615)                        | 1956 - 1970     | Fiat Z105 BJ / 1.901 Benzina della Zastava Campagnola 2 | 61         | 3.6 / 1,9                  |
| 1100 T2 1.5             | Cabinato - Furgone                | 1966 - 1968     | Fiat 115C / 1.485 Benzina                               | 53         | 2,5 / 1,3                  |
| 1100 T4                 | Cabinato - Furgone                | 1968 - 1971     | Fiat 124AZ2 / 1.438 Benzina                             | 51         | 2,5 / 1,23                 |
| 1100 TN1                | Cabinato - Furgone                | 1968 - 1971     | Fiat 237AZ / 1.895 Diesel                               | 48         | 2,75 / 1,3                 |
| 616                     | Nuovo modello - cabina squadrata  | 1968 - 1978     | Fiat 237 G / 2.125 Benzina                              | 65         | 3,5 / 1,65                 |
| 616 N2                  | Motore 3 cilindri                 | 1968 - 1971     | Fiat 803 A. / 2.339 Diesel                              | 51         | 3,5 / 1,65                 |
| 616 N2/4                | Motore 4 cilindri                 | 1969 - 1971     | Fiat 804 A. / 3.119 Diesel                              | 70         | 3,5 / 1,61                 |
| 616 N3                  | nuovo motore                      | 1972 - 1978     | Fiat 8030 / 2.592 Diesel                                | 61,5       | 3,5 / 1,65                 |
| 616 N3/4                |                                   | 1972 - 1978     | Fiat 8040.02 / 3.456                                    | 81.5       | 3,5 / 1,61                 |
| 616                     | Portata aumentata                 | 1972 - 1978     | Fiat 237 G / 2.125 Benzina                              | 65         | 3,9 / 2,15                 |
| 616 N3                  |                                   | 1972 - 1978     | Fiat 8030 / 2.592 Diesel                                | 61,5       | 3,9 / 2,0                  |
| 616 N3/4                |                                   | 1972 - 1978     | Fiat 8040.02 / 3.456 Diesel                             | 81.5       | 3,9 / 2,0                  |
| 616 N3 - L              | Versione 2,8 t                    | 1972 - 1978     | Fiat 8030 / 2.592 Diesel                                | 61,5       | 2,8 / 1,0                  |
| 616 N3/4 - L            |                                   | 1972 - 1978     | Fiat 8040.02 / 3.456 Diesel                             | 81.5       | 2,8 / 1,0                  |